# Edzard Ernst
Edzard Ernst (*30. ledna 1948) je emeritní akademický lékař a výzkumný pracovník, který se specializuje na alternativní medicínu. Byl profesorem alternativní medicíny na univerzitě v Exeteru, údajně prvním takovém akademické místě na světě v oblasti komplementární a alternativní medicíny (CAM).
Ernst působil jako vedoucí katedry fyzikální medicíny a rehabilitace (PMR) na Vídeňské univerzitě, ale v roce 1993 tuto pozici opustil a založil katedru komplementární medicíny na Exeterské univerzitě v Anglii. V roce 2002 se stal ředitelem komplementární medicíny na Peninsula Medical School (PMS). Ernst byl prvním vedoucím Laingovy katedry komplementární medicíny, do důchodu odešel v roce 2011. Narodil se a vystudoval v Německu, kde zahájil svou lékařskou kariéru v homeopatické nemocnici v Mnichově, od roku 1999 je britským občanem.
Ernst je zakladatelem dvou lékařských časopisů: Focus on Alternative and Complementary Therapies (jehož byl šéfredaktorem až do jeho zrušení v roce 2016) a Perfusion. Ernstovy texty se objevovaly v pravidelném sloupku v deníku The Guardian, kde recenzoval zprávy o alternativní medicíně z pohledu medicíny založené na důkazech. Od doby, kdy se začal zabývat alternativními metodami, je Ernst považován za „metlu alternativní medicíny“, protože publikuje kritické výzkumy, které odhalují metody, jež postrádají doklady o účinnosti. V roce 2015 mu byla udělena cena Johna Maddoxe, kterou společně sponzorovaly organizace Sense About Science a Nature, za odvahu při obhajobě vědy. Harriet Hallová Ernsta nazývá „největším světovým odborníkem ... na CAM.“

## Raný život
Ernst se narodil v roce 1948 v německém Wiesbadenu. V dětství byl jeho rodinným lékařem homeopat a v té době ho vnímal jako součást medicíny. Jeho otec i dědeček byli lékaři a matka byla laborantkou. Ernst chtěl být původně hudebníkem, ale matka ho přesvědčila, že medicína by pro něj mohla být vhodnou „vedlejší“ profesí.

## Vzdělání a počátky kariéry
Ernst získal lékařskou kvalifikaci v Německu v roce 1978, kde také dokončil magisterskou a doktorskou práci. Absolvoval školení v akupunktuře, autogenním tréninku, fytoterapii, homeopatii, masážní terapii a manipulaci páteře. Homeopatii, akupunktuře a dalším alternativním terapiím se naučil během svého působení v homeopatické nemocnici v Mnichově, kde zahájil svou lékařskou kariéru. V roce 1988 se stal profesorem fyzikální medicíny a rehabilitace (PMR) na Lékařské fakultě v Hannoveru a v roce 1990 vedoucím oddělení PMR na Vídeňské univerzitě.

## Práce v oblasti alternativní medicíny
Jako první profesor alternativní medicíny na světě se Ernst věnuje jejímu výzkumu s důrazem na účinnost a bezpečnost. Ve svém výzkumu se zabývá především systematickými přehledy a metaanalýzami klinických studií; institut již nějakou dobu neprovádí klinické studie kvůli rozpočtovým omezením. Ve vědeckých časopisech publikoval přes 700 prací. Uvedl, že asi pět procent alternativní medicíny je podloženo důkazy, zbytek je buď nedostatečně prozkoumán, nebo je podložen důkazy prokazujícími nedostatečnou účinnost.
Ernstova katedra v Exeteru definovala alternativní a komplementární medicínu jako „diagnostiku, léčbu a/nebo prevenci, která doplňuje mainstreamovou medicínu tím, že přispívá ke společnému celku, uspokojuje poptávku, kterou EBM neuspokojuje, nebo diverzifikuje koncepční rámce medicíny.“
Ernst tvrdí, že v Německu a Rakousku jsou terapie CAM praktikovány převážně kvalifikovanými lékaři, zatímco ve Velké Británii je praktikují hlavně ostatní. Tvrdí také, že pojem „komplementární a alternativní medicína“ je téměř nesmyslný zastřešující termín a že je třeba rozlišovat mezi jednotlivými terapiemi.
Od doby, kdy se Ernst začal zabývat alternativními metodami, je za publikování kritických výzkumů považován za „metlu alternativní medicíny.“ V publikaci v British Journal of General Practice z roku 2008 se jeho seznam léčebných postupů, které „prokazatelně přinášejí více užitku než škody“, omezil na akupunkturu při nevolnosti a osteoartritidě, aromaterapii jako paliativní léčbu rakoviny; hypnózu při porodních bolestech, masáže, muzikoterapii, relaxační terapii při úzkosti a nespavosti, a některé rostlinné extrakty, jako je třezalka tečkovaná při depresi; hloh při městnavém srdečním selhání; guarová guma při cukrovce.
| „ | V naší knize More Harm Than Good? (Více škody než užitku?) ... se s etikem Kevinem Smithem zabýváme mnoha etickými otázkami kolem alternativní medicíny a v podstatě docházíme k závěru, že alternativní medicínu není možné provozovat eticky. | “ |

## Smallwood report
Zpráva ekonoma Christophera Smallwooda, kterou si osobně objednal princ Charles, v roce 2005 tvrdila, že CAM je nákladově efektivní a měla by být dostupná v National Health Service (NHS). Ernst byl původně přizván ke spolupráci na zprávě, ale požádal o odstranění svého jména poté, co ho nahlédnutí do návrhu zprávy přesvědčilo o tom, že Smallwood „napsal závěry dříve, než se podíval na důkazy.“ Zpráva se nezabývala tím, zda jsou léčebné postupy CAM skutečně účinné, a Ernst ji označil za „zcela zavádějící nesmysl.“
Ernst byl zase kritizován redaktorem časopisu The Lancet Richardem Hortonem za to, že zveřejnil obsah zprávy, když byla ještě v pracovní verzi. Horton v dopise listu The Times z 29. srpna 2005 napsal: „Zdá se, že profesor Ernst porušil všechny profesionální kodexy vědeckého chování, když zveřejnil korespondenci odkazující na dokument, který je v procesu přezkoumávání a revize před zveřejněním. Toto porušení důvěryhodnosti je třeba odsoudit.“
Osobní tajemník prince Charlese, sir Michael Peat, rovněž podal stížnost týkající se porušení důvěrnosti na Exeterské univerzitě. Ačkoli byl „očištěn od pochybení“, Ernst uvedl, že okolnosti následného univerzitního vyšetřování vedly k jeho odchodu do důchodu.
Ve vydání časopisu British Journal of General Practice z 1. ledna 2006 Ernst podrobně zprávu kritizoval.

## Trick or Treatment

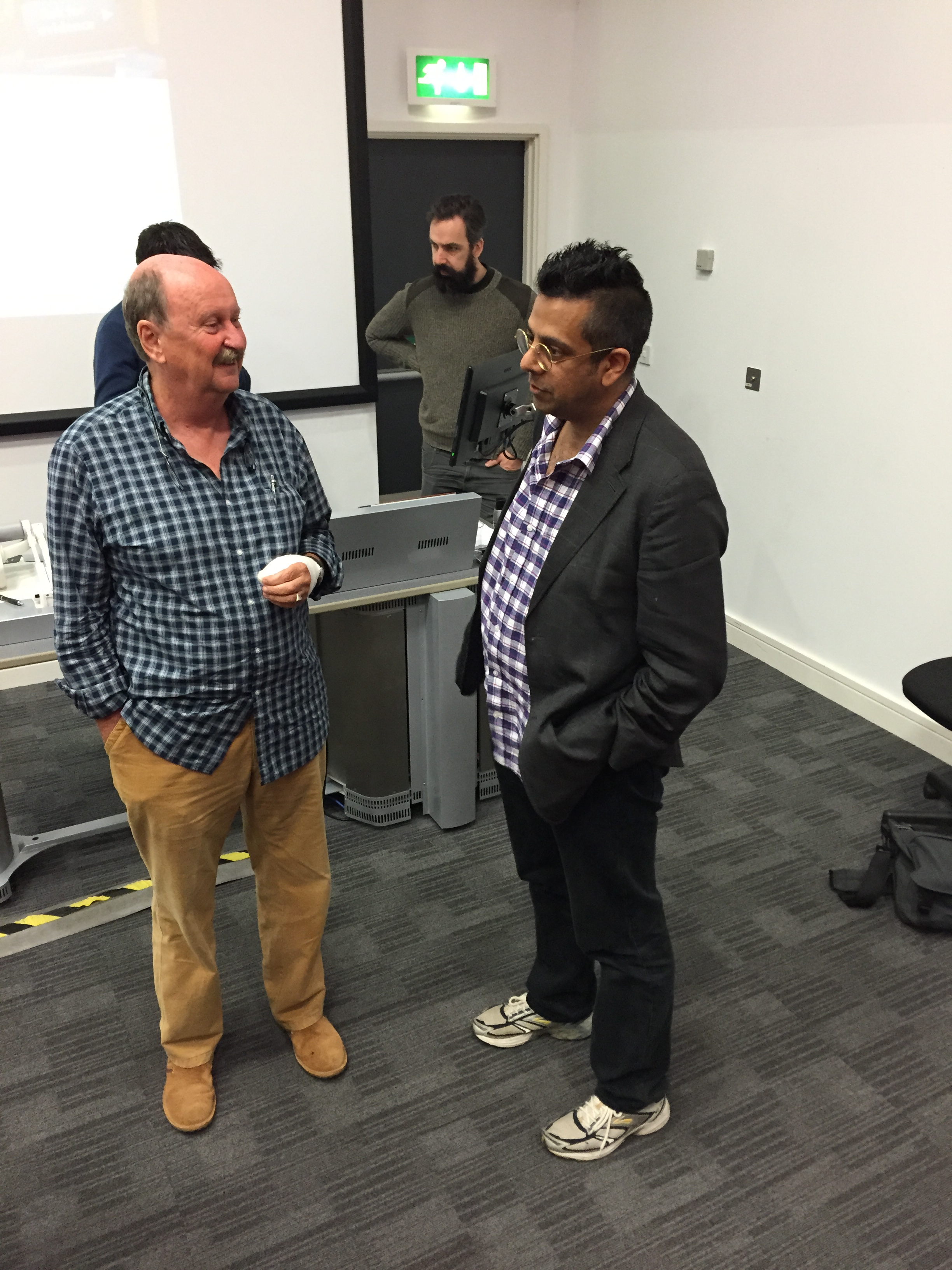
Profesor Edzard Ernst a Simon Singh na 16. European Skeptics Congress v Londýně v roce 2015

V roce 2008 vydali Ernst a Simon Singh knihu Trick or Treatment? Alternative Medicine on Trial. Autoři napadli prince z Walesu, jemuž je kniha (ironicky) věnována, a princovu nadaci pro integrované zdraví kvůli údajnému zkreslování „vědeckých důkazů o terapiích, jako je homeopatie, akupunktura a reflexní terapie.“ Tvrdili, že Velká Británie vydává ročně 500 milionů liber na neprokázané nebo vyvrácené alternativní terapie. V recenzi knihy Trick or Treatment v časopise New England Journal of Medicine Donald Marcus označil Ernsta za „jednoho z nejkvalifikovanějších lidí, kteří mohou shrnout důkazy na toto téma.“
V roce 2008 Ernst zaslal otevřený dopis, ve kterém vyzval Královskou farmaceutickou společnost Velké Británie, aby zakročila proti lékárníkům na velkých ulicích, kteří prodávají homeopatické léky bez upozornění, že pro tyto léky chybí důkazy o deklarovaných biologických účincích. Podle něj by tato dezinformace byla porušením jejich etického kodexu:
| „ | Moje prosba je jednoduše prosba o poctivost. Ať si lidé koupí, co chtějí, ale ať jim řeknou pravdu o tom, co kupují. Tyto léčebné postupy jsou biologicky nevěrohodné a klinické testy ukázaly, že u lidí vůbec nic nedělají. Argument, že tyto informace nejsou pro zákazníky relevantní nebo důležité, je jednoduše směšný. | “ |

V rozhovoru pro časopis Media Life v roce 2008, když mu spolu se Simonem Singhem položili otázku, „Jaká je podle vás budoucnost alternativní medicíny?“, odpověděli:
| „ | Pro nás nic takového jako alternativní medicína neexistuje. Existuje buď medicína, která je účinná, nebo ne, medicína, která je bezpečná, nebo ne. Takzvanou alternativní léčbu je třeba vyhodnotit a následně klasifikovat jako dobrou nebo falešnou medicínu. Doufejme, že v budoucnu budou dobré léky přijaty v rámci konvenční medicíny a falešné léky budou opuštěny. | “ |

V článku s názvem Měli bychom si zachovat otevřenou mysl ohledně homeopatie? publikovaném v časopise American Journal of Medicine napsali Michael Baum a Edzard Ernst - píšící ostatním lékařům - několik silných kritických poznámek k homeopatii:
| „ | Homeopatie patří mezi nejhorší příklady medicíny založené na víře... Tyto axiomy homeopatie nejenže neodpovídají vědeckým faktům, ale jsou s nimi přímo v rozporu. Pokud je homeopatie správná, musí být velká část fyziky, chemie a farmakologie nesprávná..... Mít otevřenou mysl vůči homeopatii nebo podobně nevěrohodným formám alternativní medicíny (např. Bachova květová terapie, duchovní léčitelství, krystaloterapie) tedy není možné. Domníváme se, že víra v homeopatii přesahuje toleranci otevřené mysli. Měli bychom vycházet z předpokladu, že homeopatie nemůže fungovat a že pozitivní důkazy odrážejí publikační zkreslení nebo chyby v designu, dokud se neprokáže opak... Zajímalo by nás, zda by jakýkoli důkaz přesvědčil homeopaty o jejich sebeklamu a vyzval je, aby navrhli metodologicky správnou studii, která by je v případě negativního výsledku konečně přesvědčila, aby zavřeli krám... Homeopatie je založena na absurdní koncepci, která popírá pokrok ve fyzice a chemii. Přibližně 160 let po vydání eseje Olivera Wendella Holmese Homeopatie a jí příbuzné bludy stále diskutujeme o tom, zda je homeopatie placebo, nebo ne... Homeopatické principy jsou odvážné domněnky. Žádný z jejích základních principů nebyl potvrzen... Po více než 200 letech stále čekáme na to, až se ukáže, že „kacíři“ homeopatie mají pravdu, přičemž za tu dobu byl pokrok v našem chápání nemocí, pokrok v terapii a chirurgii a prodloužení délky a kvality života takzvanými alopaty dechberoucí. Skutečný skeptik se proto pyšní uzavřenou myslí, když mu jsou předkládána absurdní tvrzení, která odporují zákonům termodynamiky nebo popírají pokrok ve všech odvětvích fyziky, chemie, fyziologie a medicíny. | “ |

## More Harm Than Good?
V recenzi knihy More Harm Than Good? The Moral Maze of Complementary and Alternative Medicine (Více škody než užitku? Morální bludiště komplementární a alternativní medicíny) nazývá doktorka Harriet Hallová Ernsta „předním světovým odborníkem na tvrzení a důkazy (nebo jejich nedostatek) pro komplementární a alternativní medicínu (CAM).“ V této knize z roku 2018, kterou vydalo nakladatelství Springer, Ernst a jeho spoluautor a lékařský etik Kevin Smith zaujímají jiný přístup než v knize Trick or Treatment, který spočívá v tom, že nemluví k „alternativním lékařům a pacientům“, ale k etikům a vědecké komunitě. „Kniha byla napsána s cílem informovat, nikoliv pobavit. Není to snadné ani zábavné čtení, ale je to důležité čtení.“ Hallová píše, že autoři předložili důkazy o tom, že CAM „vykořisťuje pacienty, včetně fyzického poškození, duševních potíží, finančních ztrát a poškození třetích stran.“ Autoři popsali nejčastější výmluvy, které budou praktici CAM používat, když „budou konfrontováni s důkazy, že jejich CAM terapie není tak účinná nebo bezpečná, jak tvrdí“, a poté na deset nejčastějších výmluv odpověděli jejich vyvrácením. Argumentem, že CAM pomáhá i jako placebo, se zabývají v plném rozsahu.

## Předčasný odchod do důchodu z Exeteru
Ernst byl obviněn osobním tajemníkem prince Charlese, že porušil dohodu o mlčenlivosti týkající se Smallwoodovy zprávy z roku 2005. Poté, co byl podroben „velmi nepříjemnému“ vyšetřování ze strany Exeterské univerzity, univerzita „uznala jeho nevinu, ale nadále se k němu podle jeho názoru chovala jako k 'persona non grata'. Veškeré získávání finančních prostředků pro jeho jednotku bylo zastaveno, což ho donutilo vyčerpat její základní finanční prostředky a umožnit odchod 15 zaměstnanců.“ Do důchodu odešel v roce 2011, dva roky před svým oficiálním odchodem do důchodu. V červenci 2011 článek agentury Reuters popsal jeho „dlouhotrvající spor s princem o přednostech alternativních terapií“ a uvedl, že „v pondělí obvinil britského následníka trůnu prince Charlese a další podporovatele alternativních terapií, že jsou 'prodejci hadího oleje', kteří propagují produkty bez vědeckého základu“, a že ho spor „stál místo - což kancelář prince Charlese popřela.“

## Další práce
V publikaci Annals of Internal Medicine z května 1995 Ernst podrobně popsal nacistické „čistky“ na lékařské fakultě Vídeňské univerzity, které umožnily „lékařská zvěrstva“ - nacistické experimentování na lidech.

## Další významné příspěvky
V roce 2001 Ernst zasedal ve Vědeckém výboru pro rostlinné léčivé přípravky Irské rady pro léčiva (Irish Medicines Board). V roce 2005 byl členem Komise pro léčiva Britské agentury pro kontrolu léčiv (nyní součást MHRA), která určuje, které látky mohou být zavedeny a propagovány jako léky. V roce 2008 byl externím vyšetřovatelem několika univerzitních lékařských fakult v několika zemích. Je zakládajícím členem a členem správní rady Institutu pro vědu v medicíně, který vznikl v roce 2009.
V únoru 2011 byl Ernst zvolen členem Committee for Skeptical Inquiry, byl šéfredaktorem časopisu Focus on Alternative and Complementary Therapies, který založil v roce 1995 a jehož vydávání bylo ukončeno v roce 2016.

## Dílo
- Homeopathy: A Critical Appraisal (spolu s Eckhartem G. Hahnem). Butterworth-Heinemann 1998. ISBN 0-7506-3564-9, 240 pages
- The Desktop Guide to Complementary and Alternative Medicine: An Evidence-based Approach. Elsevier Health Sciences 2006, ISBN 978-0-7234-3383-5, 556 pages
- Complementary Therapies for Pain Management. An Evidence-Based Approach. Elsevier Science 2007. ISBN 978-0-7234-3400-9, 349 pages
- The Oxford Handbook of Complementary Medicine. Oxford University Press 2008. ISBN 978-0-19-920677-3, 448 pages
- Trick or Treatment? Alternative Medicine on Trial (with Simon Singh). Transworld Publisher 2008. ISBN 978-0-593-06129-9, 416 pages
- Healing, Hype, Or Harm?: Scientists Investigate Complementary Or Alternative Medicine. (ed.) Imprint Academic 2008, ISBN 978-1-84540-118-4, 120 pages
- A Scientist in Wonderland: A Memoir of Searching for Truth and Finding Trouble. Imprint Academic 2015. ISBN 978-1845407773, 173 pages
- More Harm than Good?: The Moral Maze of Complementary and Alternative Medicine (s Kevinem Smithem). Springer 2018 ISBN 978-3319699400, 223 pages
- SCAM: So-Called Alternative Medicine. (Societas) Imprint Academic 2018, ISBN 978-1845409708, 225 pages
- Don't Believe What You Think: Arguments for and against SCAM. (Societas) Ingram Book Company 2020. ISBN 9781788360081, 261 pages

## Přednáška v Praze
V lednu 2020 Ernst přijel na pozvání Českého klubu skeptiků Sisyfos do Prahy, kde v planetáriu přednášel na téma Fakta a mýty takzvané alternativní medicíny.